# Cadillac XLR
Cadillac XLR — родстер, который выпускался подразделением Cadillac компании General Motors с 2003 по 2009 год.

## Описание

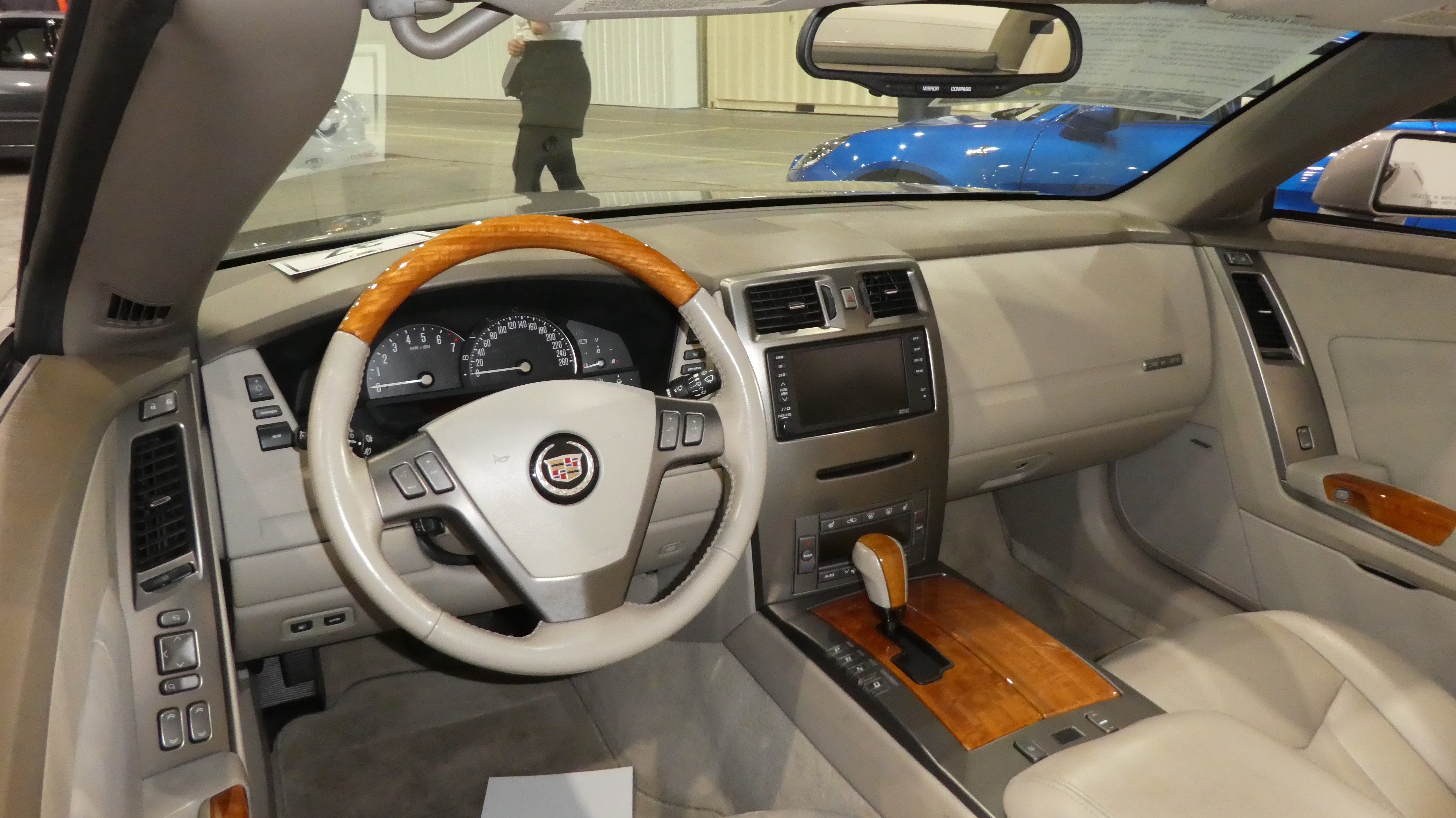
Интерьер Cadillac XLR 2004 года выпуска

Родстер Cadillac XLR был представлен в 2003 году на Североамериканском международном автосалоне. Сборка началась в 2004 году.
XLR стал первым серийным автомобилем Cadillac с адаптивным круиз-контролем на основе радара и первым автомобилем как с подогревом, так и охлаждением сидений. В 2004 году Cadillac XLR получил премию «Североамериканский автомобиль года».
Интерьер включает в себя сенсорную GPS-навигацию с AM/FM-радио, CD-проигрыватель, спутниковое радио XM, полное голосовое управление, аудиосистему премиум-класса с усилением Bose, адаптивный круиз-контроль, приборную панель под брендом Bulgari, OnStar, передние фары с подсветкой высокой интенсивности (HID), кожаные сиденья с перфорированной отделкой, ковшеобразные сиденьями с подогревом и охлаждением, коврики с вышитыми логотипами «XLR», диски из алюминиевого сплава премиум-класса и деревянную отделку. Подвеска с магнитореологической жидкостью для амортизации улучшает езду. Система Magnetic Ride Control включала в себя четыре датчика перемещения от колёс к кузову для измерения движения колёс по дорожному покрытию и реагировала регулировкой амортизации ударов почти мгновенно. Амортизаторы были заполнены жидкостью, содержащей взвешенные частицы железа, реагирующие на магнитные сигналы. Система постоянно отслеживала движение и изменяла силы демпфирования на всех четырёх углах автомобиля, чтобы регулировать движение кузова для быстрых манёвров или на неровном дорожном покрытии.
Cadillac XLR оснащался 4,6-литровым двигателем Northstar V8 (в XLR-V установлен наддув), который сочетался в паре с пяти- или шестиступенчатой автоматической трансмиссией. В стандартной комплектации двигатель развивал мощность 239 кВт (320 л. с.) и крутящий момент 420 Н⋅м. Дополнительно автомобиль имел полированные диски из алюминиевого сплава, варианты цвета экстерьера и интерьера, а также различные варианты внутренней отделки.
XLR имел радиаторную решётку в виде корзины для яиц, а XLR-V — в виде хромированной проволочной сетки. Радиаторная решётка Cadillac XLR-V имела внешний вид, похожий на щитки из гравия (похожая решётка устанавливалась на автомобили в 1930-х годах).
К 2009 году Cadillac XLR прошёл рестайлинг. Изменения коснулись передней и задней части. На боковых крыльях были расположены боковые вентиляционные отверстия. Внутри для обивки потолка была добавлена алькантара — похожий на замшу материал из микроволокна. В интерьер были добавлены новые кольца для отделки комбинации приборов с изменённой графикой (удалён логотип Bulgari) и новые деревянные накладки приборной панели. Производство Cadillac XLR завершилось 31 марта 2009 года.
В США к окончанию производства базовая цена выросла с 75385 до 86215 долларов.

## XLR-V

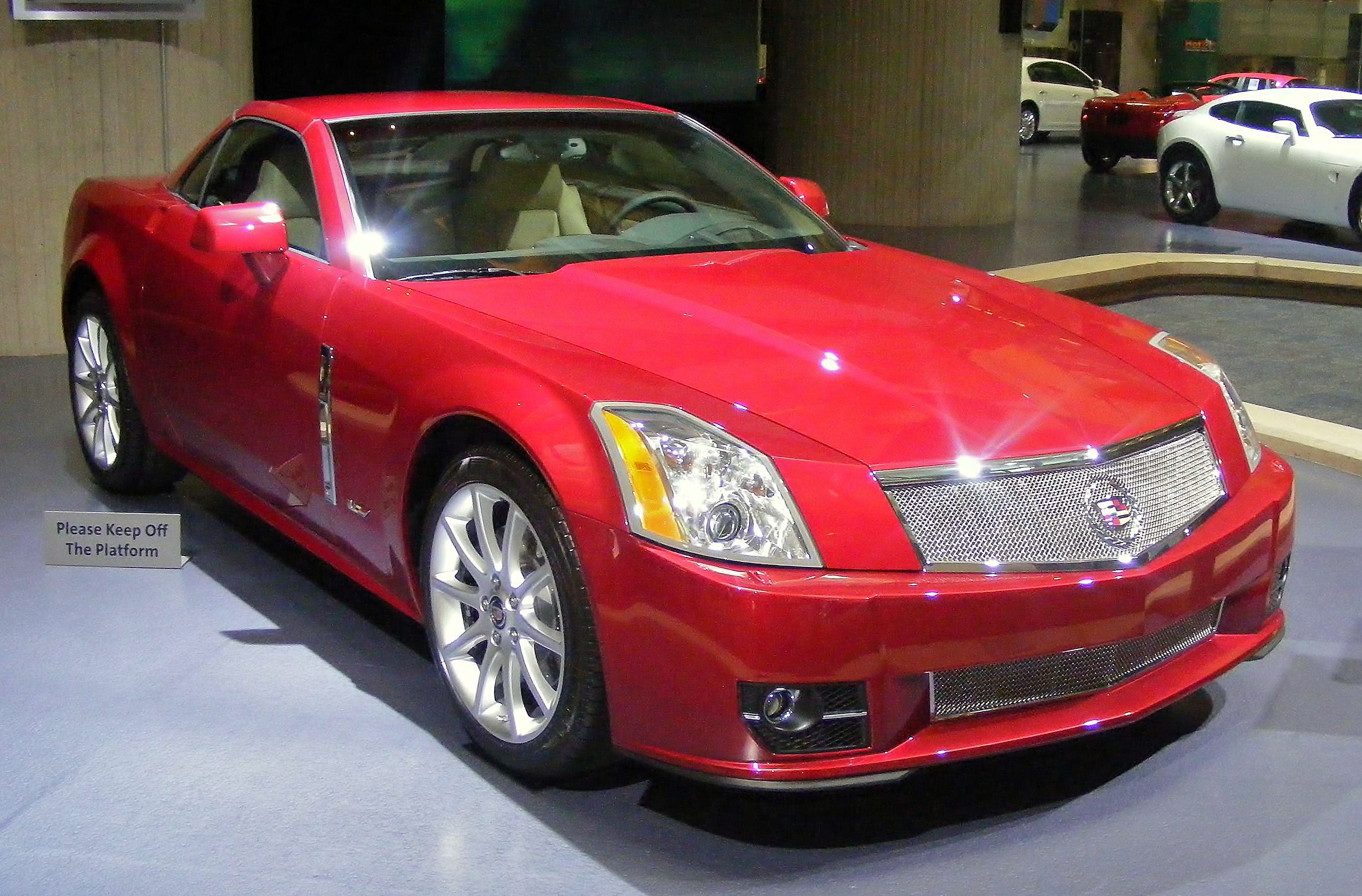
2009 XLR-V

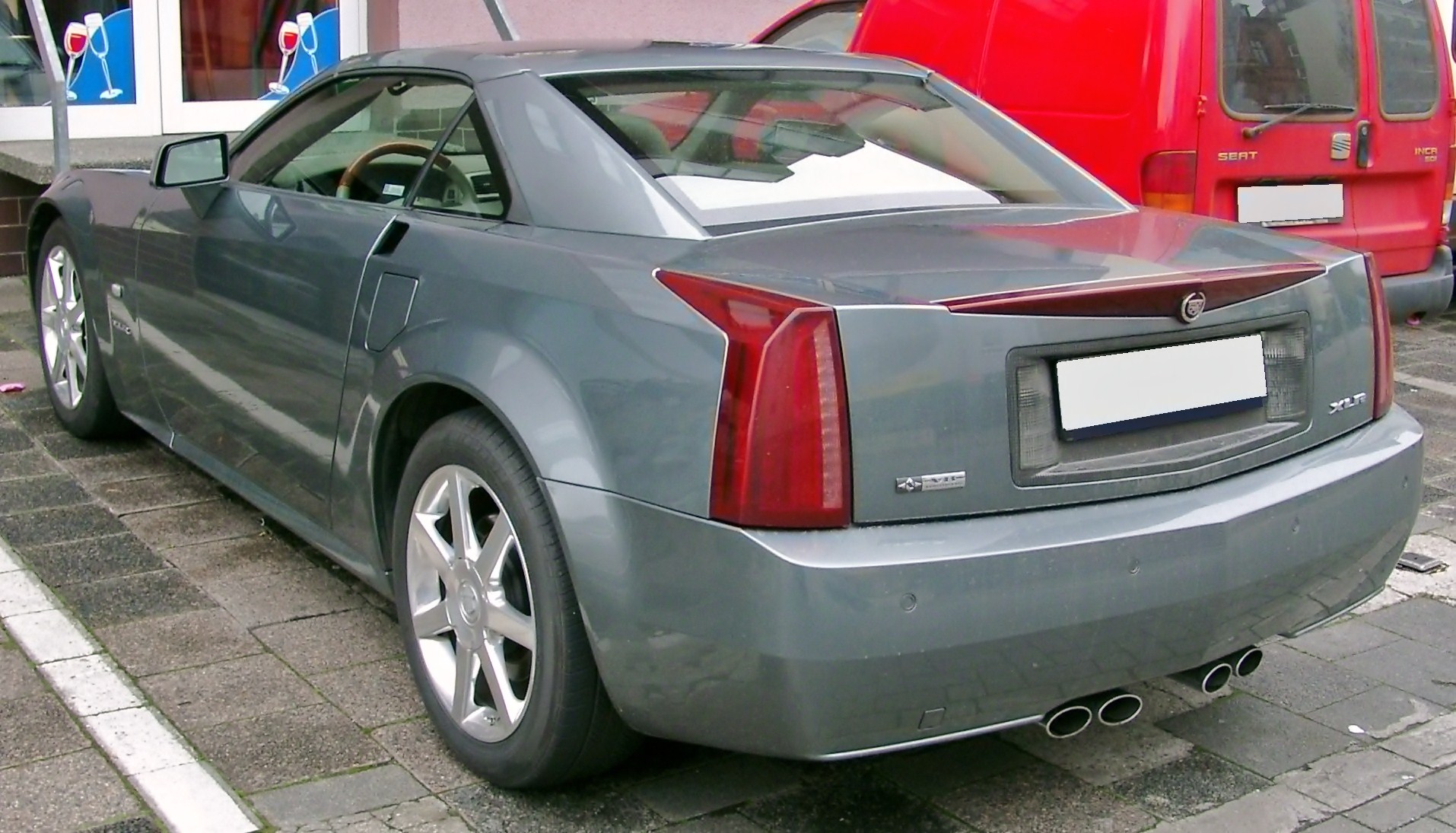
Вид сзади

Cadillac XLR-V являлся высокопроизводительным вариантом XLR и частью первого поколения автомобилей Cadillac серии V. Впервые автомобиль был представлен в рекламном ролике Super Bowl, который вышел в эфир 6 февраля 2005 года. Самый ценный игрок Дион Бренч также получил XLR-V. Официально модель дебютировала на Нью-Йоркском международном автосалоне.
XLR-V оснащался турбодвигателем Northstar LC3 V8, который также применялся в STS-V, хотя мощность была несколько снижена. Двигатель развивал мощность 330 кВт (443 л. с.) и крутящий момент 561 Н⋅м. Нагнетатель и четыре ядра интеркулера были встроены во впускной коллектор. Двигатель сочетался в паре с шестиступенчатой автоматической трансмиссией. Дополнительно в комплектацию входили тормоза большего размера от Z51 Corvette и 19-дюймовые колёсные диски.
До 97 км/ч автомобиль разгонялся за 4,6 секунды, с точки зрения журнала Car and Driver. Время разгона до 160 км/ч составило 11,3 секунды, а до 180 км/ч — 13 секунд. Максимальная скорость ограничена до 249 км/ч.
В США к окончанию производства базовая цена выросла с 97485 до 104215 долларов.

## Продажи
Продажи Cadillac XLR составляли от 5000 до 7000 экземпляров в год. Всего за 8 лет (с 2003 по 2011 год) было продано в общей сложности 15460 экземпляров.
| Год   | Продано |
| ----- | ------- |
| 2003  | 875     |
| 2004  | 3665    |
| 2005  | 3730    |
| 2006  | 3203    |
| 2007  | 1750    |
| 2008  | 1250    |
| 2009  | 787     |
| 2010  | 188     |
| 2011  | 12      |
| Всего | 15460   |